# Epiphragma serristyla
Epiphragma serristyla är en tvåvingeart som beskrevs av Alexander 1945. Epiphragma serristyla ingår i släktet Epiphragma och familjen småharkrankar. Inga underarter finns listade i Catalogue of Life.